# Масленицький міст
Масленицький міст (хорв. Maslenički most), Старий масленицький міст, Масленицький міст (D8) — сталевий арковий міст у Хорватії, в Задарській жупанії над Новською протокою. Частина Адріатичного шосе D8. Розташований приблизно за кілометр від села Маслениця.

## Параметри
Загальна довжина мосту — 315 метрів, основний проліт має довжину 155 метрів, висота склепіння над водою — 55 м. Опори мосту спираються на бетонні основи, вправлені у вапнякові скелі по обидва боки протоки.

## Історія

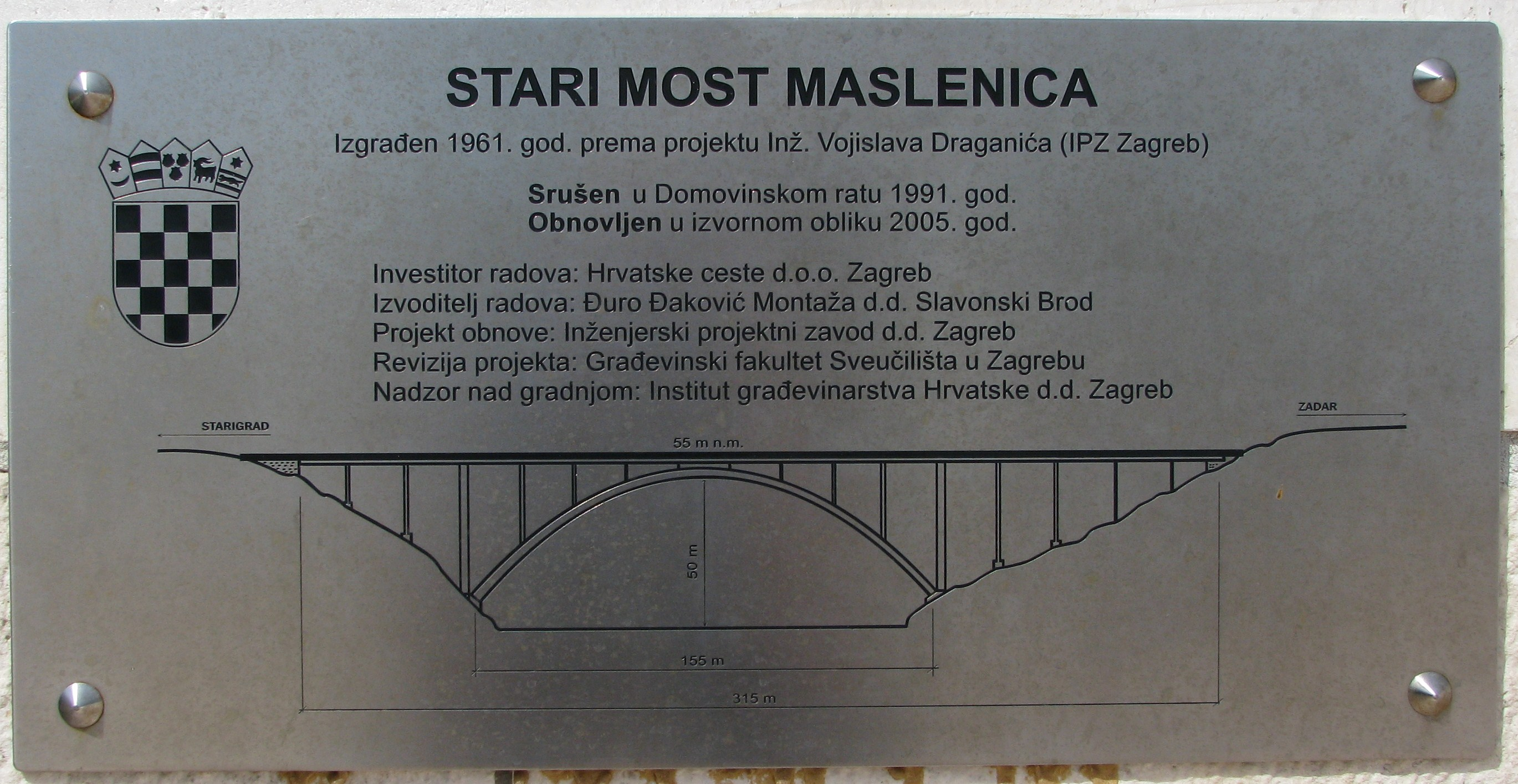
Пояснювальна табличка на мосту

Масленицький міст спроєктував інженер Воїслав Драганич між 1955 і 1960 роками. У 1961 міст був відкритий. По Масленицькому мосту проходило Адріатичне шосе, що йде уздовж всього хорватського морського узбережжя і зв'язує Північну, Центральну і Південну Далмацію. У 1990 році міст був капітально реконструйований, проте проіснував після реконструкції менше року.
Стратегічне значення мосту призвело до того, що після початку війни в Хорватії у вересні 1991 року частини Югославської народної армії за підтримки загонів Сербської Країни провели наступальну операцію в районі хорватського міста Новиград із метою вийти до Новської протоки і Масленицького мосту. Взявши під контроль міст, серби ліквідували наскрізне сполучення по хорватській Далмації і відрізали Північну Далмацію від Південної. Єдиний у хорватів шлях для зв'язку проходив по Пазькому мосту, острову Паг і порому в Північну Далмацію. Масленицький міст був підірваний у листопаді 1991 року. У січні 1992 року було укладено перемир'я.
У 1993 році хорватська армія здійснила контрнаступ, який дістав найменування Операція «Маслениця». Операція була успішною, хорватська сторона домоглася переходу під свій контроль Новської протоки та берегів Новиградського моря. Поруч зі зруйнованим Масленицьким мостом був наведений тимчасовий понтонний, що дозволило відновити наскрізний рух по адріатичному узбережжі. Одночасно в іншому місці Новської протоки, ближче до моря, почалося зведення нового моста. Цей міст було відкрито 1997 року, після чого по ньому проходить головна автомагістраль Хорватії A1 (Загреб — Задар — Спліт).
З 2003 по 2005 рік ішла відбудова і старого моста, причому однією з умов було зведення мосту за первинним проєктом, у тій же формі, в якій він існував до війни. У первинний проєкт було внесено лише кілька невеликих змін: ширину збільшено з 9,4 м до 10,5 метрів, опори зроблено більш масивними і сконструйовано додаткові поручні безпеки для пішоходів. На реконструкцію моста було виділено 59 800 000 кун, ще 2,2 мільйона кун пішло на видалення залишків підірваного моста. На роботи пішло 1 556 тонн бетону, 210 тонн сталевої арматури і 209 кубометрів кам'яних блоків. Виконала будівництво фірма Đuro Đaković Montaža d.d.
Новий «старий» міст відкрито 17 червня 2005 року, по ньому зараз проходить шосе D8 (Адріатичне шосе). Крім того, міст використовується для банджи-джампінгу.